# Cristián I de Oldemburgo
Cristián I, conocido como "el Pendenciero" (m. en 1167) fue conde de Oldemburgo desde 1143 hasta 1167. Era hijo de Egilmar II de Oldemburgo y su esposa Eilika de Werl-Rietberg, hija del conde Enrique de Rietberg.

## Descendencia
De su esposa Cunegunda, Cristián I tuvo dos hijos:
- Mauricio de Oldemburgo (h. 1145 - h. 1211)
- Cristián, llamado el Cruzado (m. en 1192)

Es antepasado directo, por línea materna, del rey Felipe VI de España, y por vía masculina, de la reina Margarita II de Dinamarca y de los reyes Harald V de Noruega y Carlos III del Reino Unido, así como del duque Felipe de Edimburgo.